# Festival Eurovisão da Canção Júnior 2005
O Festival Eurovisão da Canção Júnior 2005 foi o terceiro Festival Eurovisão da Canção Júnior para jovens cantores entre 8 e 15 anos.  Em 26 de Novembro de 2005, o concurso foi transmitido em directo da Ethias Arena, em Hasselt , na Bélgica , pelas empresas nacionais de radiodifusão belgas Vlaamse Radio-en Televisieomroep (VRT) e da Rádio de televisão belga da comunidade francesa (RTBF). e com a União Europeia de Radiodifusão. Marcel Vanthilt e Maureen Louys foram os apresentadores do evento.
O Festival Eurovisão da Canção Júnior 2005 não foi transmitido apenas ao vivo nos países concorrentes, ele também estava disponível em satélite em todo o mundo e no canal de televisão australiano SBS, que adquiriu os direitos de transmitir o programa um mês depois.  O tema do show foi Let's Get Loud , representando a nova geração no palco.  O show foi assistido por 8.500 pessoas na arena , incluindo o príncipe belga Laurent e 20-25 milhões de pessoas em toda a Europa .
A Bielorrússia foi a vencedora desta edição, com Ksenia Sitnik de 10 anos cantando sua música " My vmeste ". A Espanha, campeã do ano passado, terminou em segundo lugar, com a anfitriã em 2004, a Noruega, em terceiro.

## Localização
O Ethias Arena é a maior arena multiuso em Hasselt, na Bélgica, usada para concertos de música, desportos (tênis, ciclismo indoor, saltos, etc.) e outros grandes eventos.  A arena abriu em 2004 e tem capacidade para 21.600 pessoas.  Ethias Arena é uma parte do Grenslandhallen e tem uma superfície de 13.600 metros quadrados (44.619 pés quadrados).  Em 2015, sediou o Campeonato Europeu de 2015 em dardos, um evento da Professional Darts Corporation .

## Participação
Cerca de vinte países poderiam ter participado do concurso: Chipre deveria ter participado, mas em 13 de outubro, a emissora cipriota Cyprus Broadcasting Corporation (CyBC) anunciou sua retirada após perguntas surgidas sobre as origens da música, com queixas de que a música escolhida parecia ser plágio. Isso não afetou sua capacidade de participar da votação.
Além disso, a Lituânia e a Ucrânia haviam planejado entrar mas depois retiraram-se. A Geórgia também queria aparecer, mas perdeu o prazo de participação para o concurso. Interesse também foi indicado pelo Mônaco com Phil Bosco, o Chefe da Delegação para Mônaco, dizendo a esctoday.com que "O Ministro de Estado estava muito interessado na proposta".
As emissoras públicas da Suíça e da Polónia não enviaram candidatos por razões financeiras. A França não aderiu por causa da reestruturação dentro do canal. Rússia e Sérvia e Montenegro fizeram sua estreia na competição. A Polónia ficaria longe da competição por 12 anos até 2016, quando retornaram. A França retornou ao concurso em 2018 .

## Resultados
| Draw | Country             | Artist                               | Song                                              | Language            | Place | Points |
| ---- | ------------------- | ------------------------------------ | ------------------------------------------------- | ------------------- | ----- | ------ |
| 01   | Grécia              | Alexandros &amp; Kalli               | "Tora einai i seira mas" (Tώρα είναι η σειρά μας) | Grego               | 6     | 88     |
| 02   | Dinamarca           | Nicolai                              | "Shake Shake Shake"                               | Dinamarquês, Inglês | 4     | 121    |
| 03   | Croácia             | Lorena Jelusić                       | "Rock Baby"                                       | Croata              | 12    | 36     |
| 04   | Roménia             | Alina Eremia                         | "Țurai!"                                          | Romeno              | 5     | 89     |
| 05   | Reino Unido         | Joni Fuller                          | "How Does It Feel?"                               | Inglês              | 14    | 28     |
| 06   | Suécia              | M+                                   | "Gränslös kärlek"                                 | Sueco               | 15    | 22     |
| 07   | Rússia              | Vladislav Krutskikh and Street Magic | "Doroga k solntsu" (Дорога к солнцу)              | Russo               | 9     | 66     |
| 08   | Macedónia do Norte  | Denis Dimoski                        | "Rodendeski baknež" (Родендески бакнеж)           | Macedônio           | 8     | 68     |
| 09   | Países Baixos       | Tess                                 | "Stupid"                                          | Holandês            | 7     | 82     |
| 10   | Sérvia e Montenegro | Filip Vučić                          | "Ljubav pa fudbal" (Љубав па фудбал)              | Montenegrino        | 13    | 29     |
| 11   | Letónia             | Kids4Rock                            | "Es esmu maza jauka meitene"                      | Letão               | 11    | 50     |
| 12   | Bélgica             | Lindsay                              | "Mes rêves"                                       | Frances             | 10    | 63     |
| 13   | Malta               | Thea and Friends                     | "Make It Right!"                                  | Inglês              | 16    | 18     |
| 14   | Noruega             | Malin                                | "Sommer og skolefri"                              | Norueguês           | 3     | 123    |
| 15   | Espanha             | Antonio José                         | "Te traigo flores"                                | Espanhol            | 2     | 146    |
| 16   | Bielorrússia        | Ksenia Sitnik                        | "My vmeste" (Мы вместе)                           | Russo               | 1     | 149    |

| |                     | Results |         |         |         |                |        |        |           |             |                       |        |         |       |        |       |         |    |    |
| Total Score | Cyprus              | Greece  | Denmark | Croatia | Romania | United Kingdom | Sweden | Russia | Macedonia | Netherlands | Serbia and Montenegro | Latvia | Belgium | Malta | Norway | Spain | Belarus |    |    |
| Contestants | Grécia              | 88      | 12      |         | 7       | 12             | 6      | 6      | 5         | 7           | 3                     | 6      | 4       |       | 6      |       |         | 2  |    |
| Contestants | Dinamarca           | 121     | 6       | 7       |         | 8              | 3      | 1      | 10        | 6           | 12                    | 7      | 5       | 6     | 8      | 7     | 12      | 7  | 4  |
| Contestants | Croácia             | 36      |         |         | 2       |                |        |        | 3         |             | 8                     | 2      | 6       |       |        |       | 3       |    |    |
| Contestants | Roménia             | 89      | 10      | 10      |         | 2              |        | 3      | 4         | 3           | 4                     | 5      | 7       | 3     | 4      |       | 7       | 12 | 3  |
| Contestants | Reino Unido         | 28      |         |         | 3       |                |        |        |           | 1           |                       | 1      |         | 2     | 2      | 5     |         |    | 2  |
| Contestants | Suécia              | 22      |         |         | 8       |                |        |        |           |             |                       |        |         |       |        |       | 2       |    |    |
| Contestants | Rússia              | 66      | 3       | 5       | 1       |                | 4      | 2      |           |             | 1                     |        | 1       | 10    | 3      | 1     | 5       | 6  | 12 |
| Contestants | Macedónia           | 68      |         |         |         | 4              | 8      | 4      | 1         | 10          |                       | 3      | 10      | 4     | 1      | 2     |         | 1  | 8  |
| Contestants | Holanda             | 82      | 2       | 4       | 10      |                | 2      | 7      | 7         | 4           |                       |        |         | 1     | 12     | 8     | 4       | 4  | 5  |
| Contestants | Sérvia e Montenegro | 29      | 1       |         |         | 6              |        |        |           |             | 10                    |        |         |       |        |       |         |    |    |
| Contestants | Letónia             | 50      |         | 3       |         | 5              | 1      | 5      | 2         | 5           | 2                     |        | 2       |       |        | 3     | 1       | 3  | 6  |
| Contestants | Belgica             | 63      | 4       | 2       |         | 1              | 7      |        |           |             |                       | 12     |         | 7     |        | 4     | 8       | 5  | 1  |
| Contestants | Malta               | 18      |         | 1       | 5       |                |        |        |           |             |                       |        |         |       |        |       |         |    |    |
| Contestants | Noruega             | 123     | 5       | 6       | 12      | 3              | 5      | 8      | 12        | 2           | 5                     | 10     | 3       | 8     | 7      | 10    |         | 8  | 7  |
| Contestants | Espanha             | 146     | 8       | 12      | 4       | 7              | 12     | 12     | 8         | 8           | 6                     | 8      | 12      | 5     | 10     | 6     | 6       |    | 10 |
| Contestants | Bielorrússia        | 149     | 7       | 8       | 6       | 10             | 10     | 10     | 6         | 12          | 7                     | 4      | 8       | 12    | 5      | 12    | 10      | 10 |    |
| A tabela é ordenada pela aparência Todos os países recebem automaticamente 12 pontos Chipre foi autorizado a votar após a retirada tardia |                     |         |         |         |         |                |        |        |           |             |                       |        |         |       |        |       |         |    |    |

### 12 pontos
Abaixo está um resumo de todos os 12 pontos recebidos:
| N. | Concorrente   | Nação de voto                                     |
| -- | ------------- | ------------------------------------------------- |
| 4  | Espanha       | Grécia, Roménia, Sérvia e Montenegro, Reino Unido |
| 3  | Bielorrússia  | Malta, Letónia , Rússia                           |
| 2  | Dinamarca     | Macedônia, Noruega                                |
| 2  | Grécia        | Croácia, Chipre                                   |
| 2  | Noruega       | Dinamarca, Suécia                                 |
| 1  | Bélgica       | Países Baixos                                     |
| 1  | Países Baixos | Bélgica                                           |
| 1  | Roménia       | Espanha                                           |
| 1  | Rússia        | Bielorrússia                                      |

- Todos os países receberam 12 pontos no início da votação. Isso foi tão nenhum país tem pontos nulos .

## Transmissões e votações internacionais

### Votação e porta-vozes
1. Chipre – Anna Maria Koukides
2. Grécia – Markos Skourtelis-Bouketsidis
3. Dinamarca – Caroline Forsberg Thybo
4. Croácia – Nika Turković (Represented Croatia in 2004)
5. Roménia – Beatrice Soare
6. Reino Unido – Vicky Gordon
7. Suécia – Halahen Zajden
8. Rússia – Roman Kerimov
9. Macedónia do Norte – Vase Dokovski
10. Países Baixos – Giovanni Kemper
11. Sérvia e Montenegro – Jovana Vukčević
12. Letónia – Kristiana Stirane
13. Bélgica – Max Colombie
14. Malta – Stephanie Bason
15. Noruega – Karoline Wendelborg
16. Espanha – Gonzalo Gutierrez Blanco
17. Bielorrússia – Anton Lediaev

### Comentadores

#### Países participantes
- Chipre – TBC (CyBC)
- Grécia – TBC (ERT)
- Dinamarca – Nicolai Molbech (DR1)
- Croácia – TBC (HRT)
- Roménia – Leonard Miron (TVR1)
- Reino Unido – Michael Underwood (ITV2)[11]
- Suécia – Josefine Sundström (SVT1)
- Rússia – Yuriy Nikolayev (Russia TV)
- Macedónia do Norte – Milanka Rašik (MTV 1)
- Países Baixos – Tooske Ragas (Nederland 1)
- Sérvia e Montenegro – Duška Vučinić-Lučić (Serbian, RTS1)
- Letónia – Kārlis Streips and Valters Frīdenbergs (LTV)
- Bélgica – Ilse Van Hoecke and André Vermeulen (Eén), Jean-Louis Lahaye (La Une)
- Malta – TBC (PBS)
- Noruega – Nadia Hasnaoui (NRK1)
- Espanha – Beatriz Pécker and Lucho (TVE1)[12]
- Bielorrússia – Denis Kurian (BTRC)

#### Países não participantes
- Albânia  - TBC ( RTSH )
- Austrália  - Sem comentarista ( SBS )
- Israel  - Nenhum comentarista ( IBA, 7 de dezembro de 2007) [13]
- Portugal  - Eládio Clímaco (RTP) [14]
- Ucrânia  - Timur Miroshnychenko ( NTU ) [15]

## Álbum oficial
Junior Eurovision Song Contest: Hasselt 2005, é uma coletânea compilada pela European Broadcasting Union, e foi lançada pela Universal Music Group em novembro de 2005. O álbum apresenta todas as músicas do concurso de 2005.
| N.º            | Título                       | Artist                              | Duração |  |
| 1.             | "Tora einai i seira mas"     | Alexandros & Kalli (Greece)         | 2:46    |  |
| 2.             | "Shake Shake Shake"          | Nicolai (Denmark)                   | 2:44    |  |
| 3.             | "Rock Baby"                  | Lorena (Croatia)                    | 2:35    |  |
| 4.             | "Țurai!"                     | Alina Eremia (Romania)              | 2:29    |  |
| 5.             | "How Does It Feel?"          | Joni Fuller (United Kingdom)        | 2:49    |  |
| 6.             | "Gränslös kärlek"            | M+ (Sweden)                         | 2:36    |  |
| 7.             | "Doroga k solntsu"           | Vladislav Krutskikh (Russia)        | 2:42    |  |
| 8.             | "Rodendeski baknež"          | Denis Dimoski (Macedonia)           | 2:45    |  |
| 9.             | "Stupid"                     | Tess (Netherlands)                  | 2:48    |  |
| 10.            | "Ljubav pa fudbal"           | Filip Vučić (Serbia and Montenegro) | 2:49    |  |
| 11.            | "Es esmu maza jauka meitene" | Kids4Rock (Latvia)                  | 2:34    |  |
| 12.            | "Noviy den"                  | Lindsay (Belgium)                   | 2:46    |  |
| 13.            | "Make It Right!"             | Thea & Friends (Malta)              | 2:32    |  |
| 14.            | "Sommer og skolefri"         | Malin (Norway)                      | 2:32    |  |
| 15.            | "Te traigo flores"           | Antonio José (Spain)                | 2:39    |  |
| 16.            | "My vmeste"                  | Ksenia Sitnik (Belarus)             | 2:46    |  |
| Duração total: | Duração total:               | Duração total:                      | 38:52   |  |